# Hamanumida daedalus
Hamanumida daedalus is een vlinder uit de onderfamilie Limenitidinae van de familie Nymphalidae. Het is de enige soort in het geslacht Hamanumida.
De vlinder heeft bruine vleugels, met daarop witte met zwart afgezette stippen en veegjes. De onderzijde van de vleugels heeft een oranjegele grondkleur. In het natte seizoen zijn duidelijke witte stippen te zien. De mannetjes hebben een spanwijdte van 55 tot 65 millimeter, de vrouwtjes van 60 tot 78 mm.
De soort komt voor in het Afrotropisch gebied en heeft laagland als habitat. De vlinder vliegt het gehele jaar door.
De waardplanten zijn soorten uit de geslachten Combretum en Terminalia.